# Эндыбальское месторождение
Эндыбальское месторождение — месторождение свинцовых и серебряных руд в Кобяйском улусе Якутии (Россия).
Месторождение было обнаружено в Т. П. Кычкиным 1765 году и стало одним из первых известных месторождений руд цветных металлов в северо-восточной Сибири. В 1766 году наличие месторождения было подтверждено пятидесятником Нерчинской воеводской канцелярии Удориным. В 1774 году исследование месторождения велось унтер-шихтмейстером Петром Метеневым. Под его руководством на Эндыбальском месторождении были пройдены штольни для добычи руды и построен небольшой плавильный завод. В 1779 году добыча руды была остановлена из-за нехватки провианта.
Вновь разработка месторождения началась в 1916 году, когда из-за Первой мировой войны в Якутии стала ощущаться нехватка свинца для охотничьих боеприпасов. На месте нынешнего посёлка Батамай был обустроен завод, который за 5 лет выплавил 160 т свинца.
В настоящее время руды Эндыбальского месторождения хорошо исследованы, но их промышленное освоение не ведётся.